# 三輪大将
三輪 大将（みわ ひろまさ、1999年12月17日 - ）は、日本の男子バレーボール選手である。

## 来歴
山口県萩市出身。姉の影響で小学6年生からバレーボールを始める。
高川学園高等学校、明治大学を経て、2021/22シーズン、V.LEAGUE DIVISION1 MEN（V1男子）に所属するVC長野トライデンツの内定選手となった。内定選手としてV1の試合に出場し、Vリーグデビューを果たした。
2022年、大学卒業後に、VC長野トライデンツに入団した。
2022-23シーズン、V1男子でスパイク賞を受賞した。
2023年、日本代表登録メンバーに選出された。
2023年、2022-23シーズンをもってVC長野トライデンツを退団し、JTサンダーズ広島に移籍した。

## 球歴
- 日本代表（2023年、2025年）
  - ネーションズリーグ - 2025年

## 所属チーム
- 高川学園高等学校（2015-2018年）
- 明治大学（2018-2022年）
- VC長野トライデンツ（2022-2023年）
- JTサンダーズ広島/広島サンダーズ（2023年-）

## 受賞歴
- 2023年 - 2022-23 V.LEAGUE DIVISION1 MEN スパイク賞